# Anancylus lotus
Anancylus lotus là một loài bọ cánh cứng trong họ Cerambycidae.